# Poienița (okręg Sybin)
Poienița – wieś w Rumunii, w okręgu Sybin, w gminie Cârța. W 2011 roku liczyła 19 mieszkańców.